# Banyutus lethalis
Banyutus lethalis is een insect uit de familie van de mierenleeuwen (Myrmeleontidae), die tot de orde netvleugeligen (Neuroptera) behoort. 
Banyutus lethalis is voor het eerst wetenschappelijk beschreven door Walker in 1853.